# Reserva de Desenvolvimento Sustentável de Itatupã-Baquiá
A Reserva de Desenvolvimento Sustentável de Itatupã-Baquiá (RDS/Itatupã-Baquiá) é uma unidade de conservação brasileira de uso sustentável da natureza criada por Decreto Presidencial em 14 de junho de 2005 numa área de 64 735 ha no município de Gurupá, localizado na Região Marajoara, estado do Pará. 
Trata-se de uma área criada que tem o objetivo básico preservar a natureza e, ao mesmo tempo, assegurar as condições e os meios necessários para a reprodução e a melhoria dos modos e qualidade de vida, bem como a exploração dos recursos naturais pelas populações tradicionais, além de valorizar, conservar e aperfeiçoar o conhecimento e as técnicas de manejo do ambiente, desenvolvidas por essas populações.
A Associação dos Trabalhadores Agroextrativistas do Itatupã e Baquiá (ATRAEIB) é uma entidade da sociedade civil, criada em 2007, para representar os moradores da RDS Itatupã-Baquiá.